# Thecla obscura
Thecla obscura är en fjärilsart som beskrevs av Otto Staudinger 1888. Thecla obscura ingår i släktet Thecla och familjen juvelvingar. Inga underarter finns listade i Catalogue of Life.